# Ockra

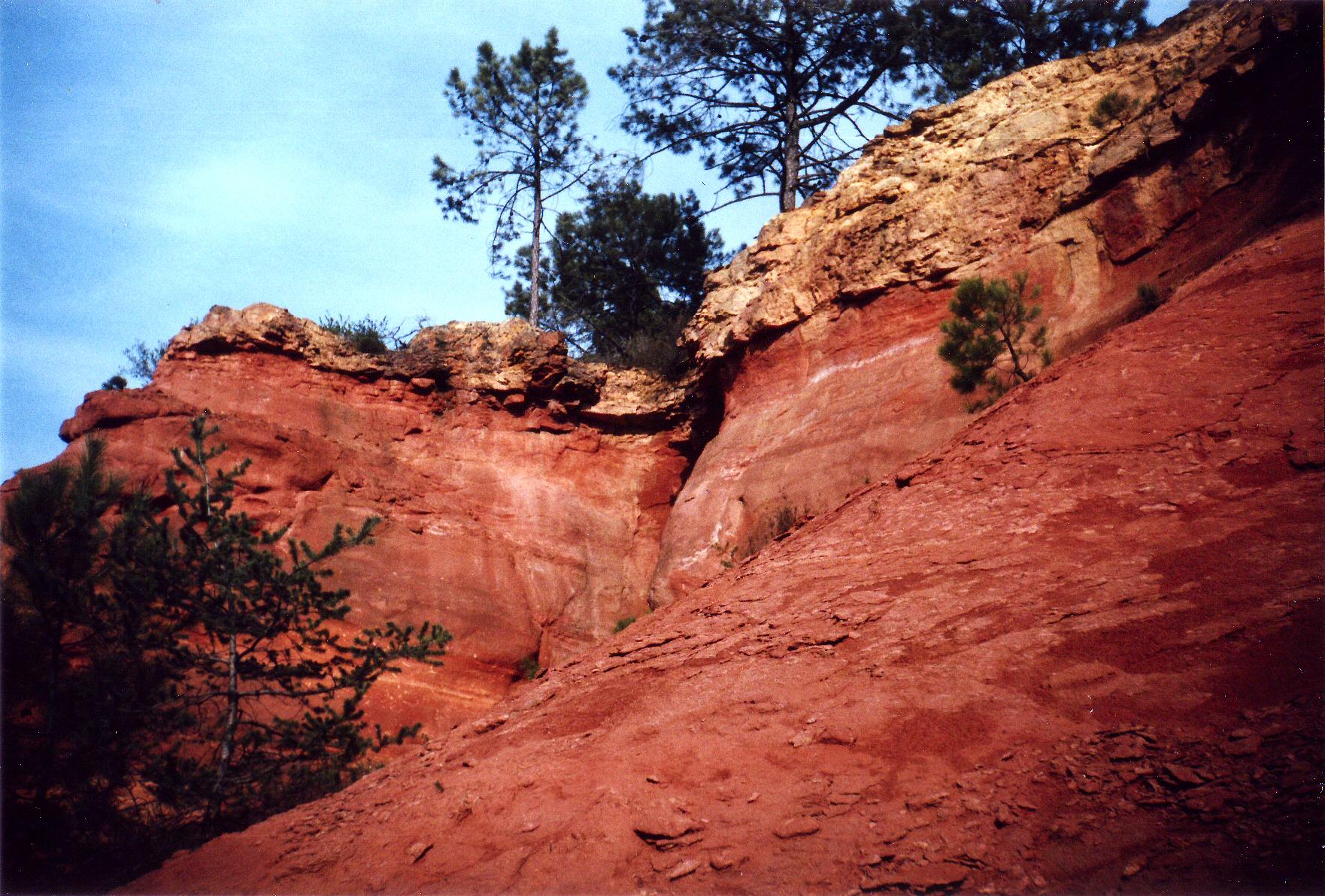
Rödockra vid Roussillon.

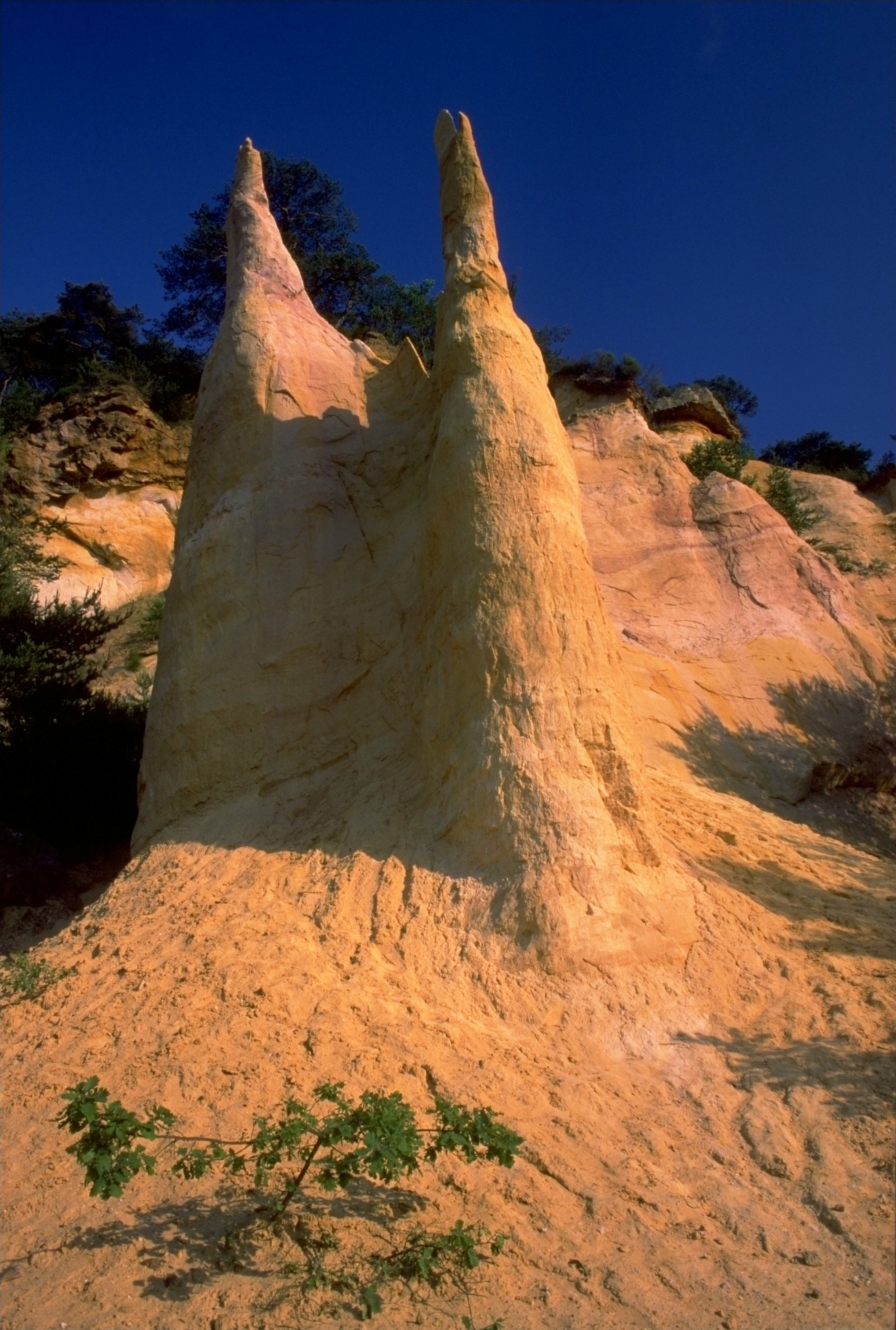
Gulockra vid Rustrel.

Ockra (gr. och lat. ochra) är ett antal besläktade järnföreningar (oxider och hydroxider) som är ett förstadium till malm och finns i form av gulockra (limonit) och rödockra (hematit, α-Fe2O3). Ockra förekommer ofta som jordfärg (jordpigment) i gula, röda och bruna nyanser. Benämningen jordfärg har uppkommit genom att järnföreningarna är mer eller mindre uppblandade med lera av olika slag och det är lerans art som styr nyansen.

## Användning
Ockra har använts sedan forntiden för kroppsmyckning, hällmålningar och gravsättningar.
Ockra har även använts i medicinska och kosmetiska syften över hela världen. En vanlig tolkning av ockrans betydelse och funktion är att den röda färgen symboliserar liv och död. Än i dag används pigmentet, främst i konstnärsfärger.

## Ockra som pigment för måleri
När ockror och andra jordpigment hettas upp (bränns) sker kemiska förändringar som förändrar kulören. De brända pigmenten blir mörkare och mer rödaktiga genom att gula järnhydroxider omvandlas till röda eller svarta järnoxider.
Liksom andra jordfärger och järnoxider är ockror ljusäkta och hållbara i alla bindemedel. Länge var de dessutom billigare än de flesta andra pigment. Därmed har de varit mycket vanliga i både konstmåleri och byggnadsmåleri, och är bland de pigment som skapat den utvändiga färgskala som är typisk för äldre svensk bebyggelse.
I Sverige har ockrorna oftast sålts som blandningar, med namn som gulockra, guldockra, ljusockra och, mörkockra. och i äldre litteratur kan man också hitta ord som gulåker eller åkergult (gulockra) och brunrot (från tyska Braunrot = brunröd). År 1912 introducerades en normalfärgserie för konstnärsfärger, och därmed etablerades ett mera enhetligt språkbruk inom konstmåleriet. De konstnärsfärger som idag marknadsförs som ljusockra (extra ljus), ljusockra, guldockra och mörkockra utgörs dock inte av naturliga jordpigment utan är blandningar av naturliga och syntetiska järnoxider. I vissa fall kan de även ha inblandning av andra pigment, som till exempel det vita pigmentet titandioxid i något fall av ljusockra (extra ljus).
Inom byggnadsmåleriet fortlevde de glidande och överlappande namnen på ockrapigment mycket längre än i konstmåleriet, exempelvis har det inte funnits någon tydlig skillnad mellan ljusockra och guldockra.
Innan normalfärgernas språkbruk slog igenom kunde en bränd ockra även kallas engelskt rött, ett namn som idag syftar på ett syntetiskt järnoxidpigment.
De pigment som idag säljs under namnet ockra är vanligtvis syntetiska, med liknande kemisk sammansättning som det naturliga jordpigmentet. I den internationella pigmentdatabasen Colour Index har alla de naturliga gula järnoxiderna, alltså bland annat gula ockror och terra di Siena, benämningen Pigment Yellow 43, medan deras syntetiska motsvarigheter, oavsett handelsnamn, benämns Pigment Yellow 42. CI-numret är i båda fallen 77492. Röda naturliga järnoxider och brända gula sådana benämns Pigment Red 102, C.I. 77491, och har sin syntetiska motsvarighet i Pigment Red 101.
Brun ockra har som naturligt pigment beteckningen Pigment Brown 7. Det kan ses som en blandning av gulockra och rödockra, med varierande andel manganoxid, liksom en del andra mineraler beroende på härkomst. Ju mer mangan den bruna ockran innehåller, desto mörkare färg får den. I många sammanhang kallas dessa pigment för umbra. Deras syntetiska motsvarighet är Pigment Brown 6.

## Ockra som färgord
I vissa språk, t.ex. franskan, betecknar ordet ockra (ocre) både gula och röda jordfärger. Som färgord i svenskan syftar ockra oftast på gula färger som är lite rödaktiga och lite beskuggade, alltså det färgområde man kan få fram med gula jordfärger. Denna betydelse har överförts även till områden som inte alls har med måleri att göra.
Någon färg med namnet ockra finns inte bland de ursprungliga HTML-färgerna eller webbfärgerna (X11). I andra källor ges ochre färgkoordinaterna i boxen härintill.